# Constituição Liberiana de 1847
A Constituição Liberiana de 1847 foi a a primeira constituição da República da Libéria. Sendo fortemente baseada na Constituição dos Estados Unidos. Foi utilizada desde sua adoção em julho de 1847 até a sua suspensão, causada por um golpe militar que derrubou o então presidente William Richard, em 1980.
A Constituição criou um estado unitário governado pelos três ramos do governo: o poder executivo, poder legislativo e o poder judiciário. O poder executivo é liderado pelo presidente, eleito pelo voto popular para um mandato de 2 anos. O poder legislativo é bicameral composto pela ´Câmara dos Representantes e pelo Senado. O poder judiciário consiste pela Suprema Corte da Libéria, composto por um chefe de justiça e 4 juizes associados, e um círculo judicial.
Aprovado em um referendo em 27 de setembro de 1847, a Constituição foi alterada várias vezes de 1847 a 1980. Entre essas alterações, o prazo de mandato do presidente foi ampliado para quatro anos em 1908 e para oito anos em 1934.

## História
A Libéria foi fundada por escravos libertos dos Estados Unidos. Um grupo inicial de 86 imigrantes, chamados "américo-liberianos", estabeleceu um assentamento em Christopolis (hoje Monróvia) em 06 de fevereiro de 1820. Milhares de escravos libertos chegaram durante os anos seguintes, levando à formação de mais assentamentos e culminando na declaração de independência e na criação de uma constituição para a República da Libéria em 26 de julho de 1847.
Joseph Roberts, que nasceu e cresceu nos Estados Unidos, representante do partido único, o True Whig Partiy (TWP) foi o primeiro presidente da Libéria e usou como base o estilo de governo e a constituição dos Estados Unidos.
A constituição foi suspensa em 12 de abril de 1980, quando o presidente William Tolbertum e vários funcionários foram executados, após um golpe militar liderado pelo sargento Samuel K. Doe do grupo étnico Krahn.

## Bibliorafia
- Burrowes, Carl Patrick. Power and Press Freedom in Liberia, 1830-1970: The Impact of Globalization. 2004. ISBN-13: 978-1592212941.